# Naissance en 2019
Naissance
- 2015
- 2016
- 2017
- 2018
- 2019
- 2020
- 2021
- 2022
- 2023

Les naissances en 2019 concernent les personnalités nées entre le 1er janvier et le 31 décembre 2019.

## Mai
- 6 mai : Archie Mountbatten-Windsor, membre de la famille royale britannique.